# Veselîi Podil, Ciornobai
Veselîi Podil (în ucraineană Веселий Поділ) este un sat în comuna Lukașivka din raionul Ciornobai, regiunea Cerkasî, Ucraina.

## Demografie
Componența lingvistică a localității Veselîi Podil
     Ucraineană (99,15%)
     Alte limbi (0,85%)
Conform recensământului din 2001, majoritatea populației localității Veselîi Podil era vorbitoare de ucraineană (99,15%), existând în minoritate și vorbitori de alte limbi.